# ایوهیبه (بخش)
ایوهیبه (به لاتین: Ivohibe District) یک بخش‌های ماداگاسکار در ماداگاسکار است که در ایهورومبه واقع شده‌است. ایوهیبه ۴٬۱۱۹ کیلومتر مربع مساحت و ۳۴٬۲۸۹ نفر جمعیت دارد.